# Albisano (Torri del Benaco)

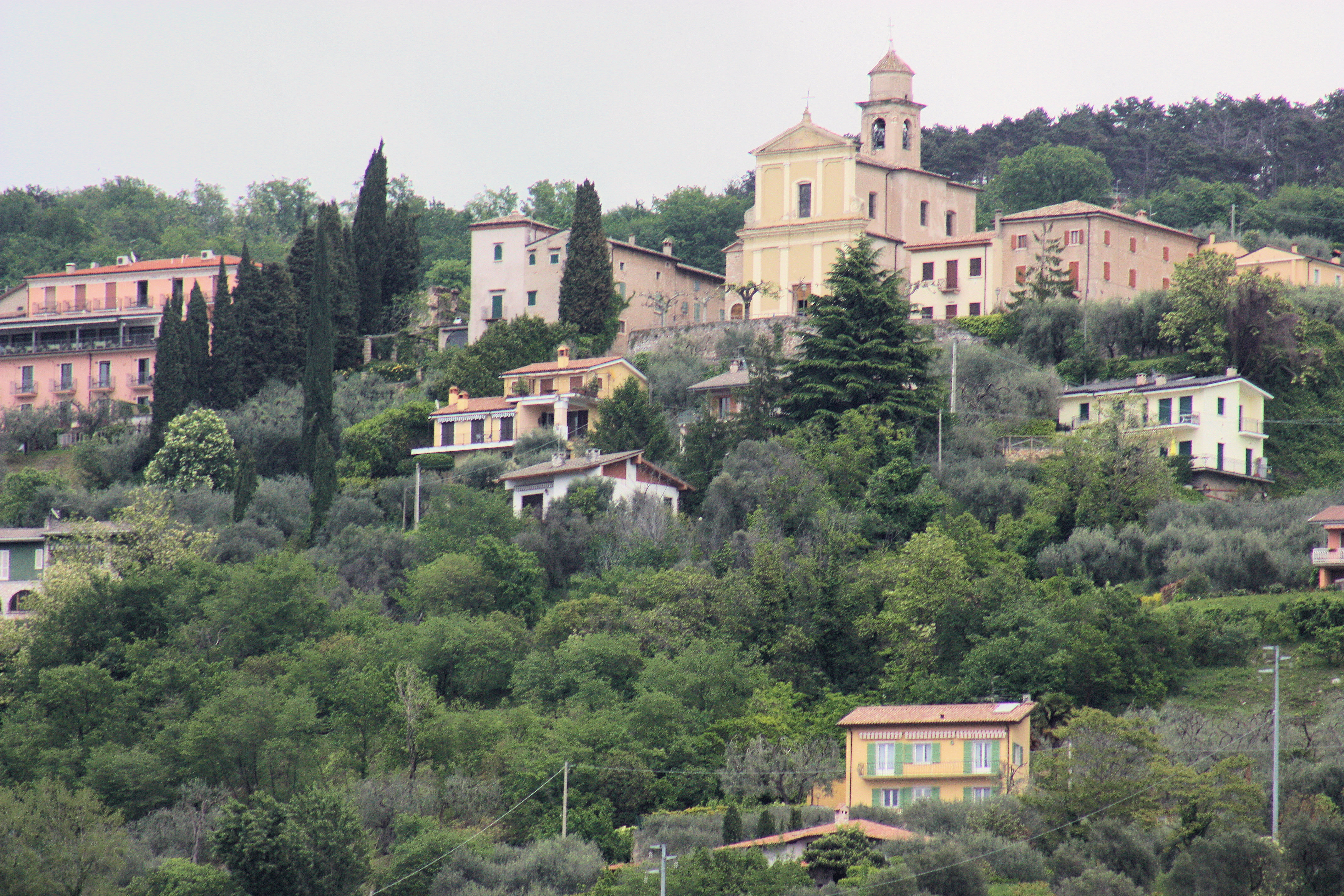
Das Dorf Albisano oberhalb von Torri del Benaco mit der Pfarrkirche San Martino

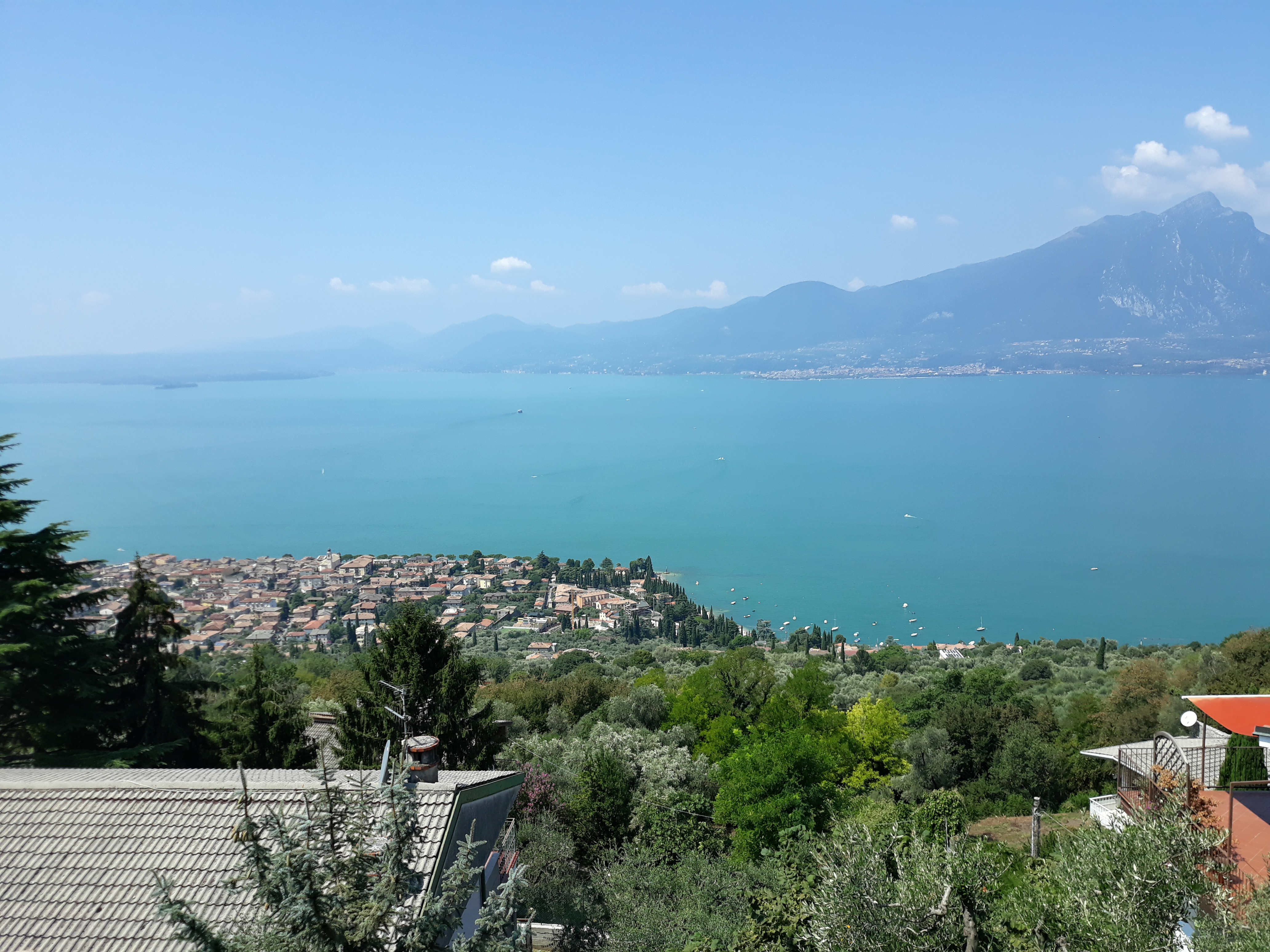
Blick von Albisano aus auf Torri del Benaco (mit der „Baia dei Pini“) und den Gardasee. Am gegenüberliegenden Ufer: der Monte Pizzocolo.

Albisano ist eine Fraktion der italienischen Gemeinde (comune) Torri del Benaco in der Provinz Verona, Region Venetien.

## Geografie
Albisano liegt oberhalb des Ostufers des Gardasees am Fuße des Monte Baldo auf 309 m s.l.m. Der etwa 1 km Luftlinie von Torri del Benaco gelegene Ortsteil ist auf etwa einer 5,5 km langen Serpentinenstraße, der Strada provinciale 32A, mit dem Hauptort verbunden.

## Gliederung
Albisano besteht aus zahlreichen kleineren Weilern und Ansiedlungen:
- Bardino
- Brè, eine landwirtschaftliche Anbaufläche, da sie nicht wie das Nachbargebiet bewaldet ist.[1]
- Campiano
- Coi, das in der Vergangenheit ein befestigtes Dorf war.
- Loncrino
- Sevino
- Le Sorte, der Name leitet sich vom lateinischen „Sorte“ (das Los) ab, durch das verdiente Kriegsveteranen der römischen Legionen kleine Ländereien nach ihrer Dienstzeit zugesprochen bekamen.[1]
- Valmagra

## Beschreibung
Durch seine Höhenlage bietet der Ort einen weitreichenden Blick über den Gardasee, die Stadt Torri del Benaco und die umliegenden Dörfer. Diese Aussichten bezeichnete der italienische Dichter Gabriele D’Annunzio im 19. und 20. Jahrhundert als „Balkon des Garda“. Das Dorf mit neueren Gebäuden entwickelte sich rund um den historischen Kern mit Kirchplatz und Pfarrkirche San Martino.

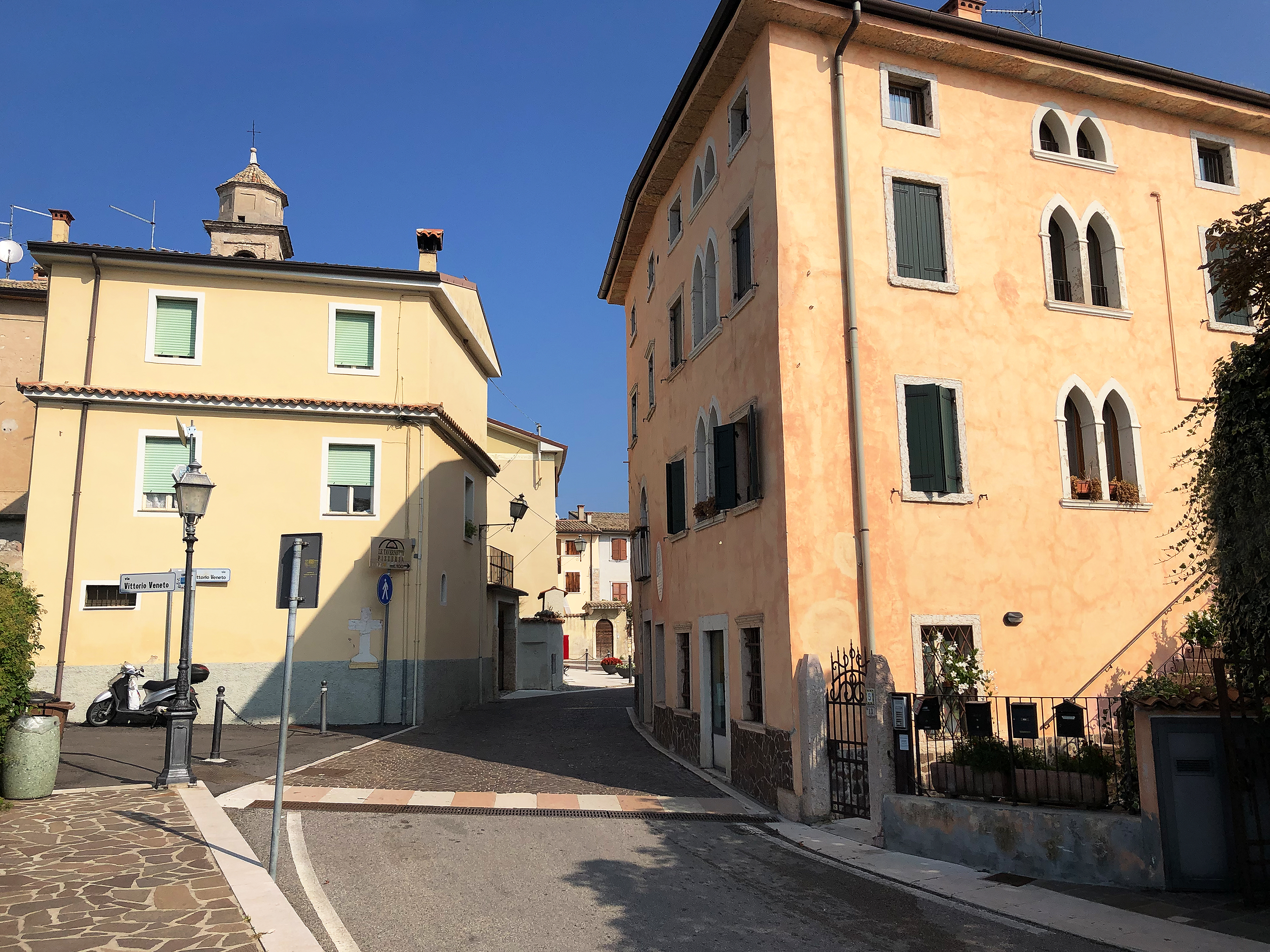
Ortseinfahrt von Albisano
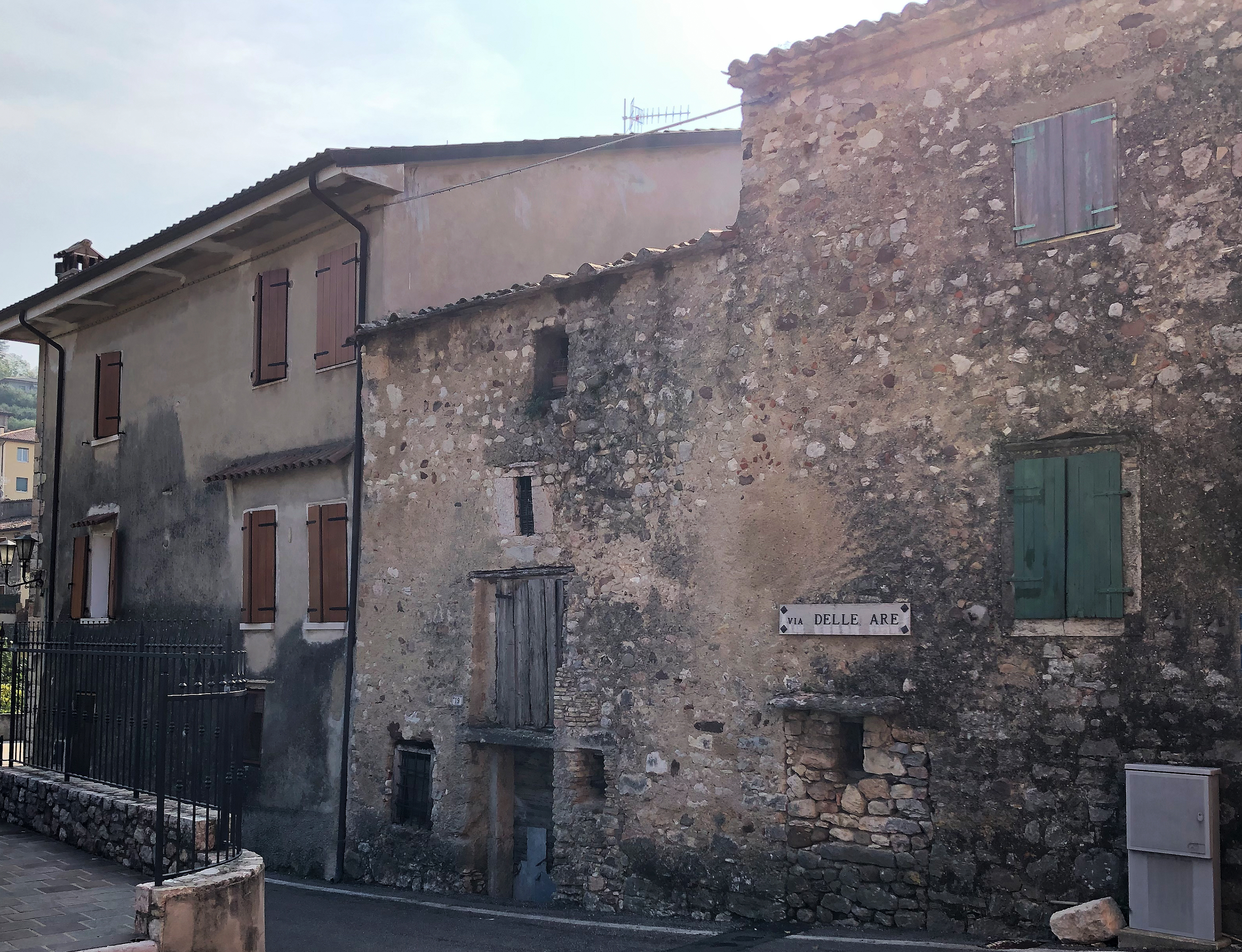
Historischer Kern von Albisano
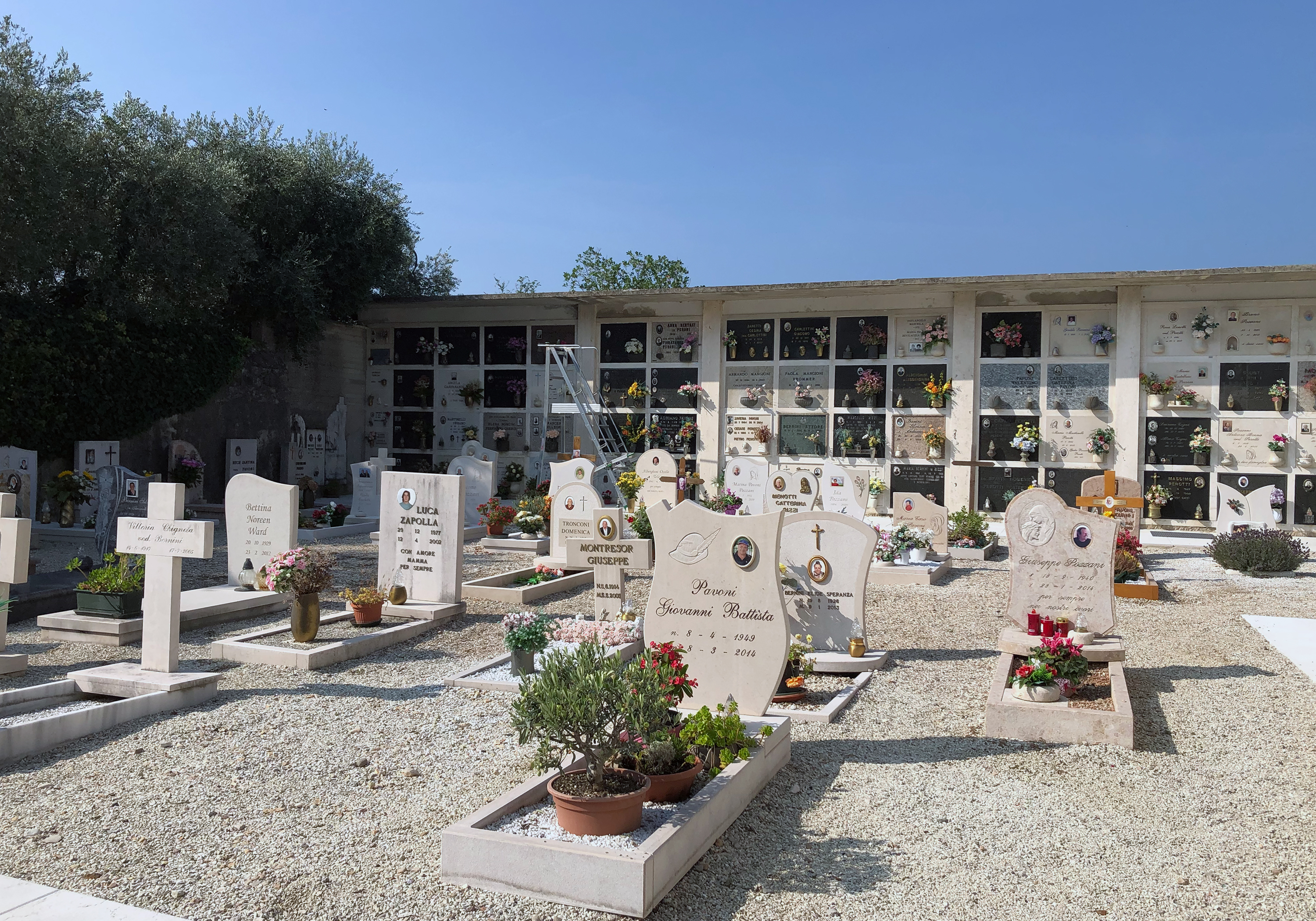
Der Dorffriedhof mit den, in Italien weit verbreiteten, Schiebegräbern

## Geschichte
Der Name der Ortschaft geht auf einen römischen Edelmann (Albucius) zurück. Bereits in einem Schriftstück von 1184 ist die Ortsbezeichnung „Albisanum“ genannt.
Das Gebiet um Albisano ist seit jeher vom Wein-, Oliven- und Getreideanbau geprägt. Die Bevölkerung von Albisano setzte sich in der Vergangenheit in erster Linie aus Bauern und Handwerkern zusammen, während der direkt am See liegende Hauptort Torri del Benaco, umschlossen von seinen Stadtmauern, von Fischern, Händlern und Soldaten bewohnt war.
Bis vor wenigen Jahren (Stand 2020), also vor dem Einsetzen der zunehmenden Bebauung, der die Region mittlerweile unterliegt, war an der Anordnung der Felder die für die Römer typische geometrische Aufteilung zu erkennen.

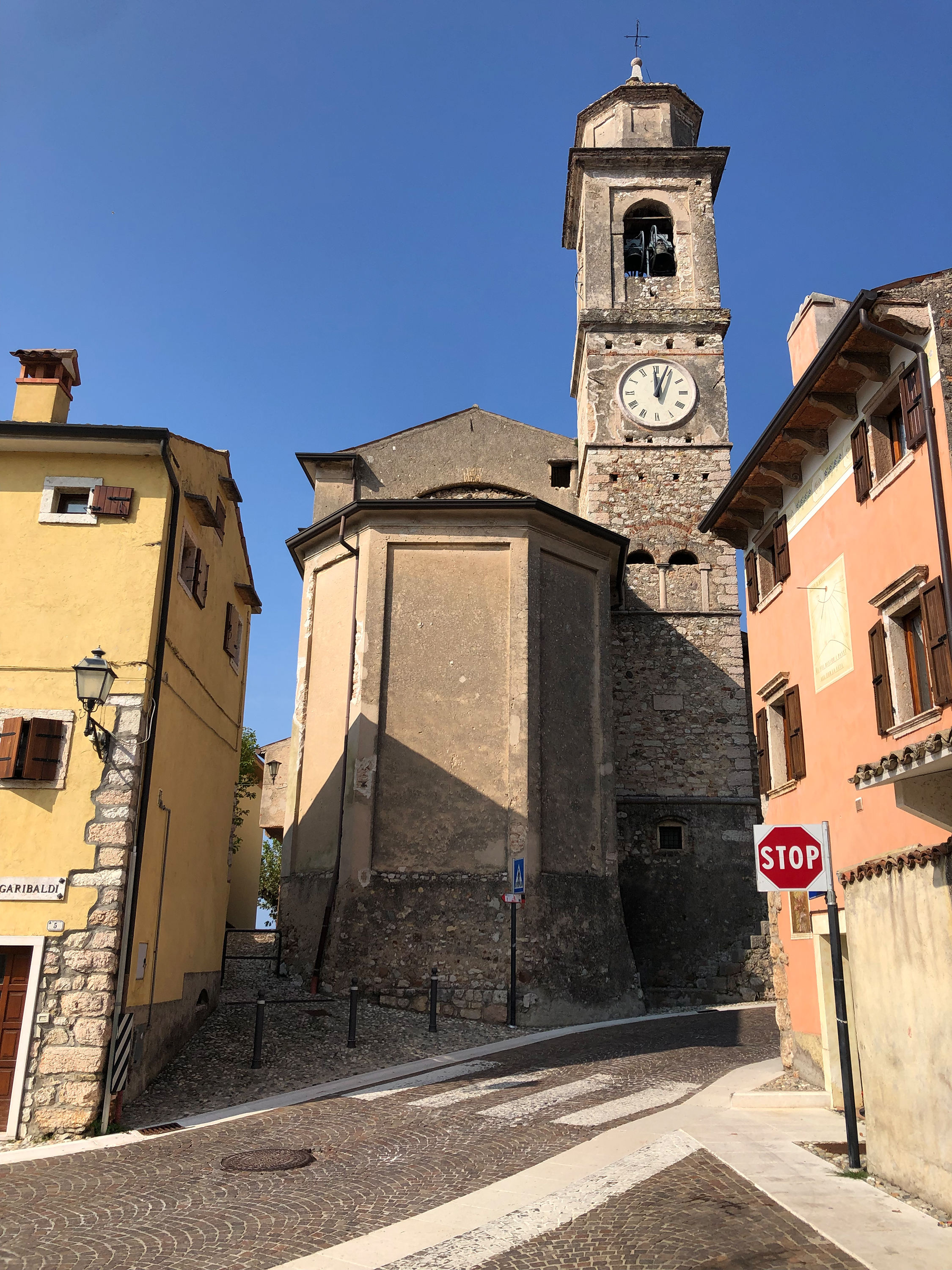
Die Kirche San Martino (Rückseite) im historischen Kern von Albisano

## Die Pfarrkirche San Martino
Die Pfarrkirche, die San Martino di Tours geweiht ist, existierte mit Sicherheit bereits im 13. Jahrhundert. In den folgenden Jahren wurde sie Kuratie von Torri und 1571 unabhängige Pfarrei.
Die Kirche in ihrer heutigen Form stammt aus dem 18. Jahrhundert. Im Innenraum der Kirche befindet sich ein sehenswertes Leinwandgemälde von Palma il Giovane aus dem 17. Jahrhundert, auf dem die Heiligen Carlo, Valentino, Eurosia und Francesco dargestellt sind.